# General Electric CF6
General Electric CF6 est le nom générique d'une famille de turboréacteurs d'avions civils à double flux et fort taux de dilution, développés par le constructeur américain General Electric Aircraft Engines. Ces turboréacteurs sont dérivés du General Electric TF39, l'un des premiers moteurs du type, qui équipe le très gros porteur Lockheed C-5 Galaxy.
CF signifie « Commercial Fan ». En 2017, depuis 1971, les réacteurs CF6 ont effectué plus de 100 millions de vols en service. Le dernier est livré début octobre 2021 alors que 460 millions d'heures de vol ont été effectuées.
La version CF6-50, utilisée sur les KC-10 Extender et Boeing E-4, porte la désignation militaire de General Electric F103.
Le cœur de ce moteur (le flux primaire, destiné à la combustion) est également employé par des turbomoteurs pour applications marines ou industrielles, les General Electric LM2500, LM5000, et LM6000. Dans un futur proche, General Electric devrait remplacer les moteurs de la famille CF6 par ceux de la famille « GEnx ».

## Conception et développement

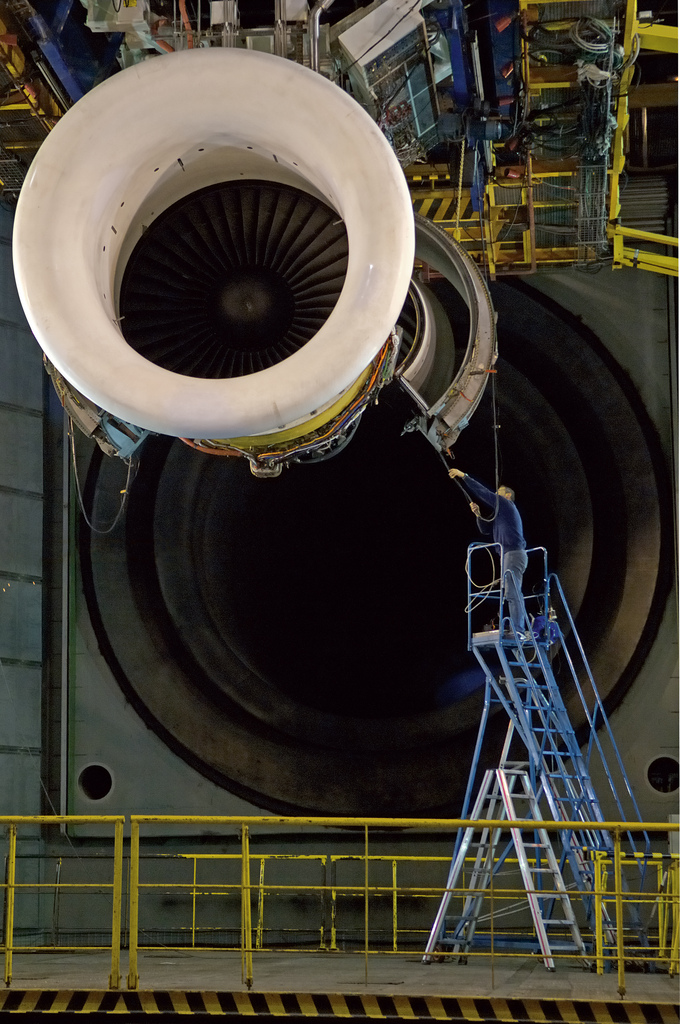
Un CF6 en cours de préparation sur un banc d'essais en soufflerie.

Après avoir développé le TF-39 pour le géant C-5 Galaxy à la fin des années 1960, General Electric proposa une version dérivée plus puissante pour un usage civil, le CF6, et trouva rapidement un débouché au sein de la compagnie Eastern Airlines, qui avait émis un contrat pour deux nouveaux appareils, les Lockheed L-1011 TriStar et McDonnell Douglas DC-10. Le TriStar adopta finalement un moteur britannique, le RB.211 de Rolls-Royce, mais le DC-10 maintient son engagement envers General Electric et entra en service en 1971 en étant équipé de CF6. Le moteur fut ensuite également choisi pour équiper certaines versions du Boeing 747. Depuis, il a équipé de nombreuses versions d'avions civils de tous horizons : Airbus A300, A310, A330, Boeing 767, et McDonnell Douglas MD-11.
Le fort taux de dilution du CF6 représenta une percée historique dans l'efficacité énergétique.
En 2000, le conseil national de la sécurité des transports américains, le NTSB, a averti que le compresseur haute-pression pourrait se fissurer. En 2010, le même organisme a averti que les disques de rotor de turbine basse-pression pourraient casser.

## Versions

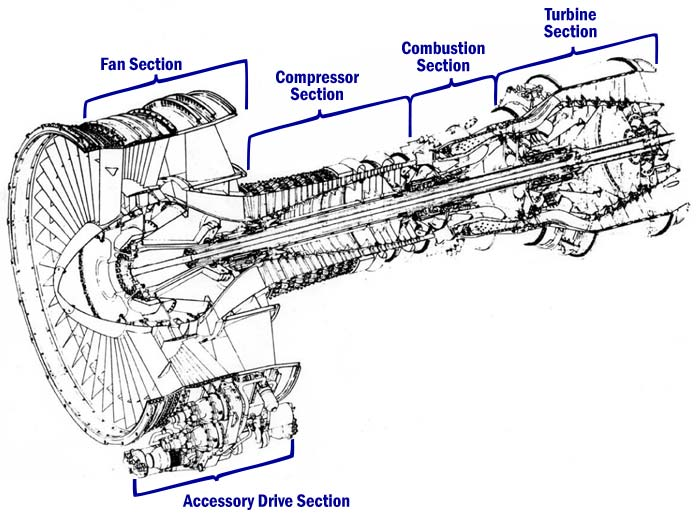
Un schéma en coupe du moteur CF6-6.

- CF6-6 : Le CF6-6 était un dérivé du moteur militaire TF39. Il fut utilisé pour la première fois par le McDonnell Douglas DC-10-10. Cette version initiale du CF6 était dotée d'une soufflante à un seul étage suivie d'un étage dit « booster », qui jouait à la fois le rôle de soufflante et d'étage de compresseur supplémentaire pour le cœur du moteur. Cet ensemble était entraîné par une turbine basse-pression à 5 étages, tandis que le corps central haute-pression était constitué de 16 étages de compresseur entraînés par une turbine haute-pression à 2 étages. La chambre de combustion, qui s'intercalait entre les compresseurs et leurs turbines, était de type annulaire. Des tuyères séparées sont employées pour les flux issus du cœur (la combustion) et du canal secondaire. La soufflante, d'un diamètre de 2 190 mm, génère un flux d'air de 590 kg/s, ce qui donne un taux de dilution assez élevé, de 5,72 pour 1. Le taux de compression global du moteur est de 24,3 pour 1, et à puissance maximale au décollage il produit une poussée statique de 185,05 kN ;
- CF6-32 : Le -32 devait être une version dérivée du -6 produisant moins de poussée, pour le Boeing 757. En 1981, General Electric abandonna complètement le développement de ce moteur, laissant la voie libre à Pratt & Whitney et Rolls-Royce pour équiper le 757[5] ;
- CF6-50 : Les CF6-50 étaient des turbofans à fort taux de dilution tarés entre 227,41 et 240,79 kN de poussée (« 25 tonnes »). Le CF6-50 fut dérivé en un turbomoteur industriel, le LM5000. Le moteur fut lancé en 1969 pour propulser l'avion long-courrier DC-10-30, et était dérivé du précédent CF6-6.

Peu de temps après l'entrée en service du CF6-6, une augmentation de poussée, et donc de puissance du cœur fut demandée. Incapable d'augmenter la température des gaz en entrée de la turbine à haute-pression du moteur , General Electric choisit la solution la moins économique de reconfigurer l'intégralité du cœur du moteur pour en augmenter sa taille. Les ingénieurs retirèrent deux étages de l'arrière du compresseur HP, laissant un espace vide à cet endroit. Deux étages « boosters » furent ajoutés au compresseur BP (la soufflante), ce qui augmenta le taux de compression global du moteur à 29,3 pour 1. Bien que la soufflante de 2 190 mm de diamètre ait été retenue, le débit d'air fut poussé à 660 kg/s, donnant une poussée statique maximale de 227 kN. L'augmentation de la taille du cœur et du taux de compression augmenta son débit d'air, et fit donc baisser le taux de dilution à 4,26 pour 1.
Fin 1969, le CF6-50 fut sélectionné pour équiper le nouvel Airbus, l'Airbus A300. Air France devint le client inaugural de l'A300, commandant six appareils en 1971. En 1975, KLM devint la première compagnie aérienne à commander la version propulsée par CF6-50 du Boeing 747. Ceci mena à de plus amples développements dans la famille CF6, par exemple le CF6-80. Le CF6-50 propulsa également le prototype d'avion de transport Boeing YC-14 de l’US Air Force.
Le moteur est désigné F103 au sein de l'armée de l'air américaine, alors utilisé sur les KC-10 Extender (CF6-50A) et Boeing E-4 (CF6-50E puis CF6-50E2, redésignés F103-GE-102) ;
- CF6-45 : Le CF6-45 est un dérivé 10 % moins puissant du CF6-50 de base, proposé pour le Boeing 747SR (« Short Range », courte portée), une version à court rayon d'action du 747 employée par All Nippon Airways pour des dessertes locales sur le Japon ;

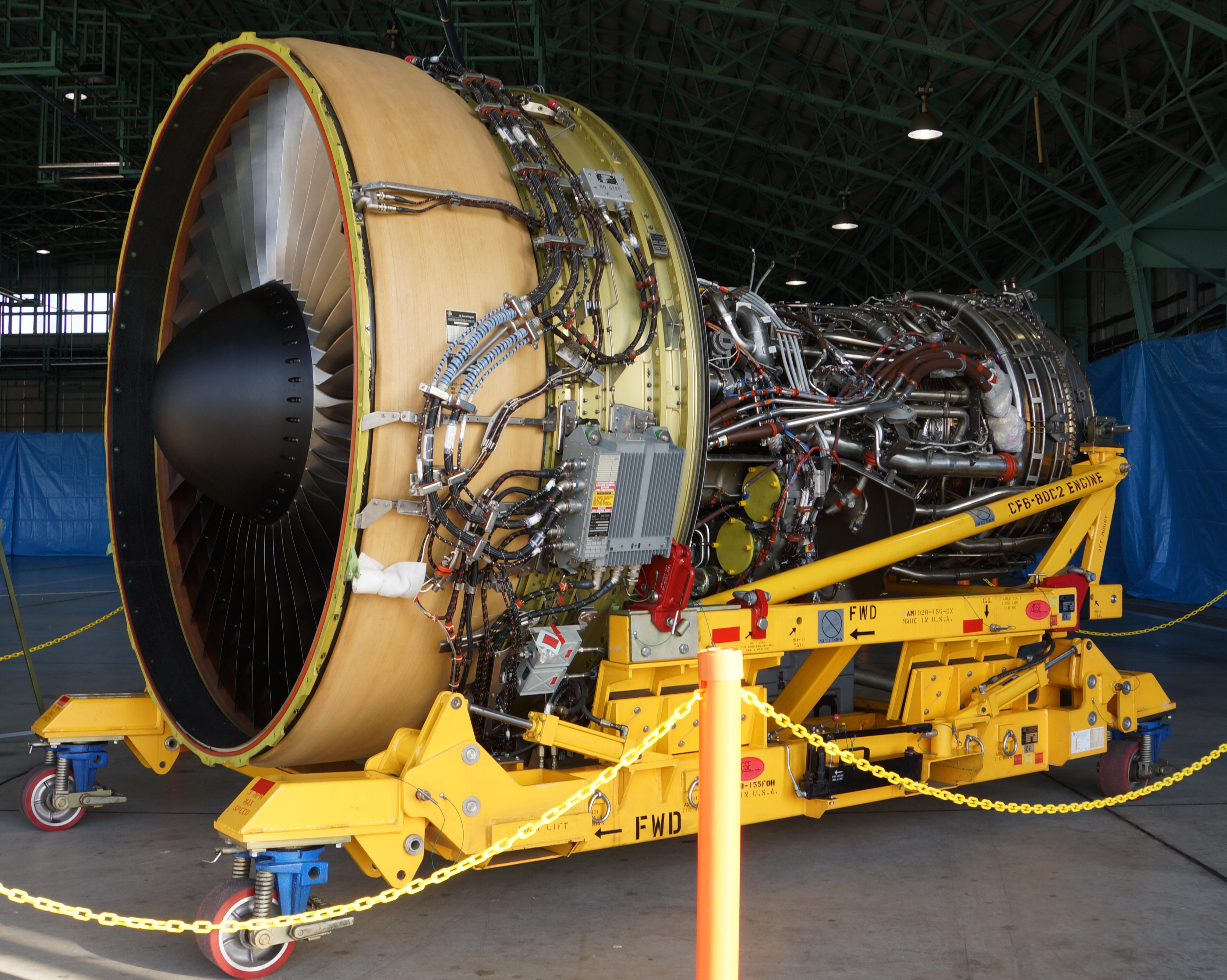
Moteur CF6-80C2K1F pour le Kawasaki C-2.

- CF6-80 : Les moteurs de la série CF6-80 sont des turboréacteurs à fort taux de dilution, avec une poussée produite allant de 214 à 334 kN. Bien que le compresseur haute-pression ait toujours 14 étages, General Electric fit le ménage dans la conception de ce moteur, en retirant l'espace vide à la sortie du compresseur. Les moteurs de la série -80 sont divisés en trois modèles distincts :
  - CF6-80A : Le CF6-80A, qui avait une plage de poussée de 214 à 222 kN, propulsa deux biréacteurs, le Boeing 767 et l'Airbus A310. Le 767 à moteurs General Electric entra en service en 1982, et l'A310 début 1983. Le moteur était conçu pour répondre aux standards ETOPS. Pour le CF6-80A/A1, le diamètre de soufflante restait le même, à 2 190 mm, avec un débit d'air de 651 kg/s. Le taux de compression global du moteur était de 28 pour 1, avec un taux de dilution de 4,66 pour 1. La poussée maximale statique produite était de 214 kN, et la configuration mécanique générale était similaire à celle des moteurs de la série -50 ;
  - CF6-80C2 : Pour le CF6-80C2-A1, le diamètre de la soufflante a été porté à 2 360 mm, avec un débit d'air de 790 kg/s. Le taux de compression global est de 30,4 pour 1, avec un taux de dilution de 5,15 pour 1. La poussée maximale statique produite est de 263 kN. Un étage supplémentaire a été ajouté au compresseur haute-pression, et un cinquième à la turbine basse-pression[6]. Le CF6-80C2 est actuellement certifié sur onze appareils gros porteurs, parmi lesquels les Boeing 747-400 et McDonnell Douglas MD-11. Il est aussi certifié ETOPS-180 pour les Airbus A300, A310, Boeing 767 et Kawasaki C-2 (CF6-80C2K). Sous la désignation de F138-GE-100, il équipe également le C-5M Super Galaxy de l’US Air Force ;
  - CF6-80E1 : Cette version, produisant une poussée allant de 300 à 320 kN de poussée, est en compétition avec les Rolls-Royce Trent 700 et Pratt & Whitney PW4000 pour équiper l'Airbus A330[7]. Le dernier est livré début octobre 2021[8].

### Autre version
Le dérivé industriel et maritime du CF6-80C2, le General Electric LM6000, a trouvé de très nombreux débouchés dans l'industrie de la production d'énergie et la propulsion de navires rapides et puissants.

## Caractéristiques techniques
| Version                                                   | CF6-6                                                                                            | CF6-50                                                                                           | CF6-80A                                                                                          | CF6-80C2                                                                                         | CF6-80E1                                                                                         |
| Type                                                      | Turbofan double corps, compresseur axial, chambre de combustion annulaire, fort taux de dilution | Turbofan double corps, compresseur axial, chambre de combustion annulaire, fort taux de dilution | Turbofan double corps, compresseur axial, chambre de combustion annulaire, fort taux de dilution | Turbofan double corps, compresseur axial, chambre de combustion annulaire, fort taux de dilution | Turbofan double corps, compresseur axial, chambre de combustion annulaire, fort taux de dilution |
| Compresseur                                               | Soufflante à 1 étage + 1 étage BP (booster) + 16 étages HP                                       | Soufflante à 1 étage + 3 étages BP (boosters) + 14 étages HP                                     | Soufflante à 1 étage + 3 étages BP (boosters) + 14 étages HP                                     | Soufflante à 1 étage + 4 étages BP (boosters) + 14 étages HP                                     | Soufflante à 1 étage + 4 étages BP (boosters) + 14 étages HP                                     |
| Turbine                                                   | 2 étages HP + 5 étages BP                                                                        | 2 étages HP + 4 étages BP                                                                        | 2 étages HP + 4 étages BP                                                                        | 2 étages HP + 5 étages BP                                                                        | 2 étages HP + 5 étages BP                                                                        |
| Longueur                                                  | 4 780 mm                                                                                         | 4 650 mm                                                                                         | 4 240 mm                                                                                         | 4 270 mm                                                                                         | 4 270 mm                                                                                         |
| Diamètre                                                  | 2 670 mm,                                                                                        | 2 670 mm,                                                                                        | 2 670 mm,                                                                                        | 2 690 mm                                                                                         | 2 900 mm                                                                                         |
| Masse                                                     | 3 709 kg                                                                                         | 4 003 à 4 104 kg                                                                                 | 3 973 à 3 981 kg                                                                                 | 4 300 à 4 470 kg                                                                                 | 5 092 kg                                                                                         |
| Poussée maximale au décollage                             | 185 kN                                                                                           | 229 à 240 kN                                                                                     | 210 à 220 kN                                                                                     | 232,2 à 275,6 kN                                                                                 | 296 à 310 kN                                                                                     |
| Taux de compression global                                | 25 à 25,2                                                                                        | 29,2 à 31,1                                                                                      | 27,3 à 28,4                                                                                      | 27,1 à 31,8                                                                                      | 32,4 à 34,8                                                                                      |
| Taux de dilution                                          | 5,76 à 5,92                                                                                      | 4,24 à 4,4                                                                                       | 4,59 à 4,66                                                                                      | 5 à 5,31                                                                                         | 5 à 5,1                                                                                          |
| Régime maximal du corps BP                                | 3 810 tr/min                                                                                     | 4 102 tr/min                                                                                     | 4 016 tr/min                                                                                     | 3 854 tr/min                                                                                     | 3 835 tr/min                                                                                     |
| Régime maximal du corps HP                                | 9 925 tr/min                                                                                     | 10 761 tr/min                                                                                    | 10 859 tr/min                                                                                    | 11 055 tr/min                                                                                    | 11 105 tr/min                                                                                    |
| Consommation spécifique de carburant à puissance maximale | 9,9 g/kN/s                                                                                       | 10,4 à 10,9 g/kN/s                                                                               | 10,1 g/kN/s                                                                                      | 8,7 à 9,7 g/kN/s                                                                                 | 9,4 à 9,8 g/kN/s                                                                                 |
| Rapport poussée/masse                                     | 5,08                                                                                             | 5,84 à 5,97                                                                                      | 5,48 à 5,70                                                                                      | 5,51 à 6,28                                                                                      | 5,86 à 5,22                                                                                      |
| Applications                                              | DC-10-10                                                                                         | 747, DC-10-15/30, A300                                                                           | A310, 767                                                                                        | A300/310, 747, 767, MD-11                                                                        | A330                                                                                             |

## Applications
- Airbus A300
- Airbus A310
- Airbus A330
- Boeing 747
- Boeing 767
- Boeing E-4
- Boeing E-767
- Boeing KC-767
- Boeing VC-25 (Air Force One)
- Boeing YC-14
- Kawasaki C-2
- Lockheed C-5 Galaxy
- McDonnell Douglas DC-10
- McDonnell Douglas KC-10 Extender
- McDonnell Douglas MD-11
- Northrop Grumman E-10 MC2A

## Galerie photographique

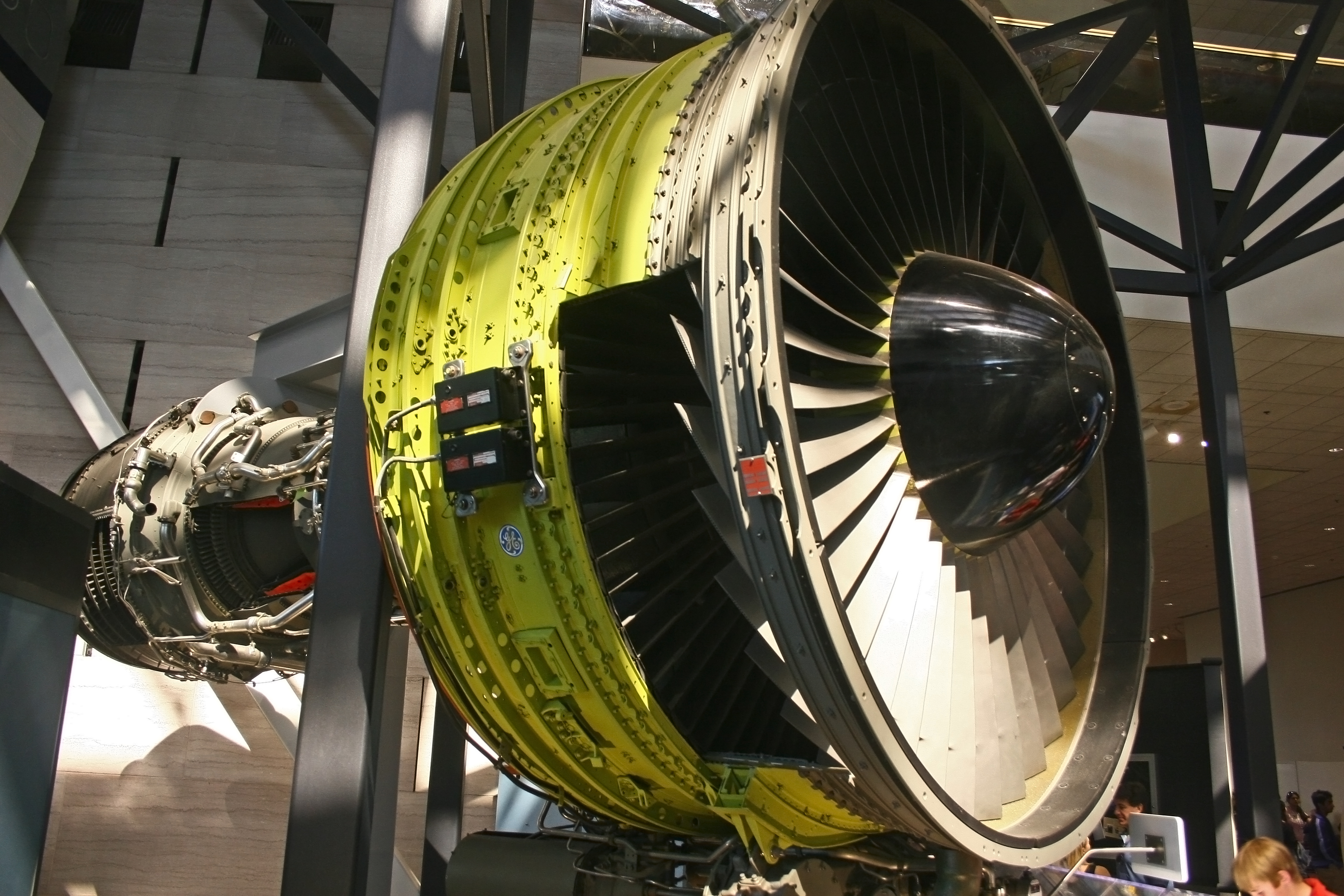
CF6 exposé en coupe au National Air and Space Museum à Washington, D.C.
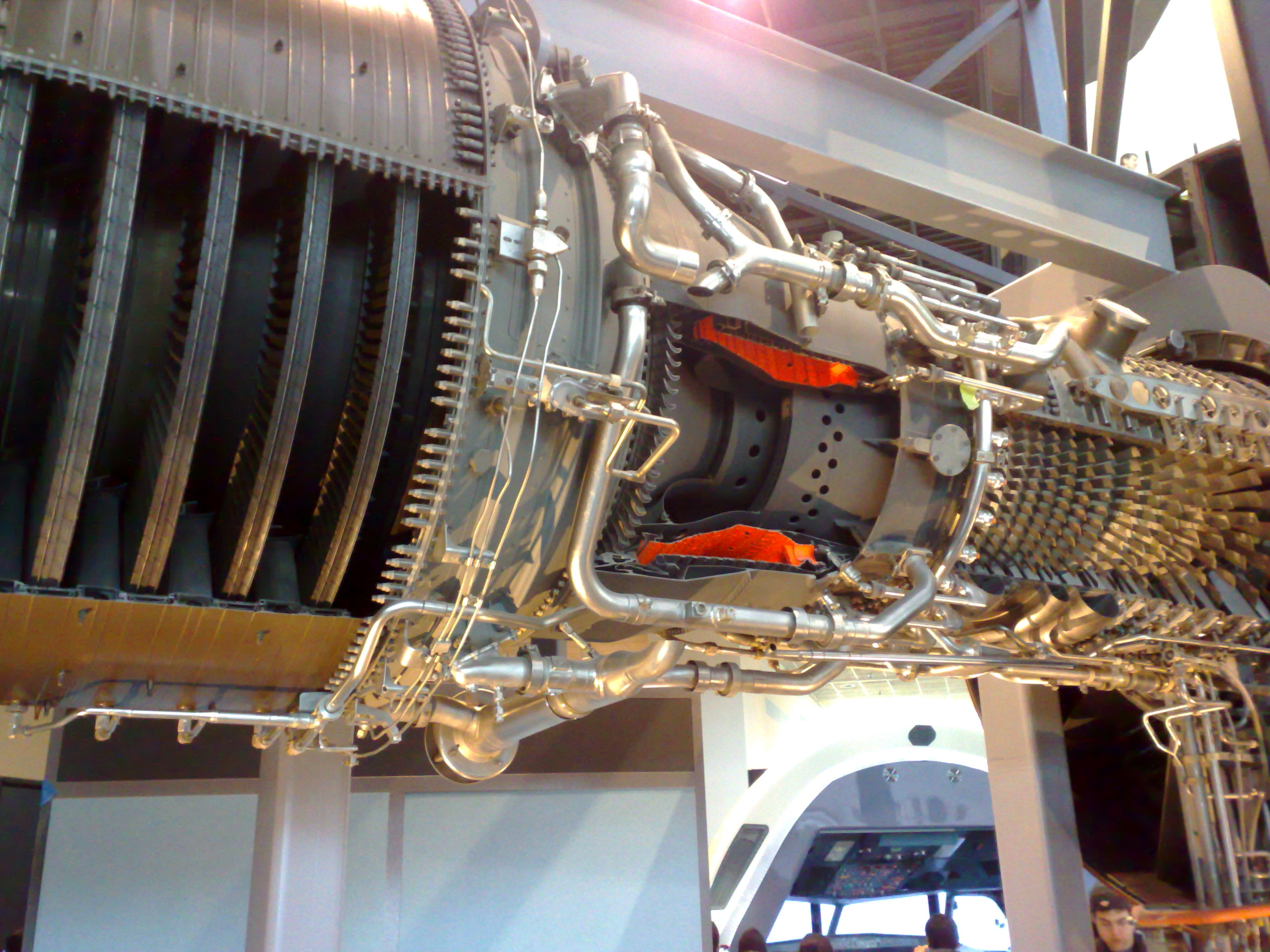
Détails des éléments en coupe : Compresseur à droite, chambre de combustion au centre, et turbine à gauche.
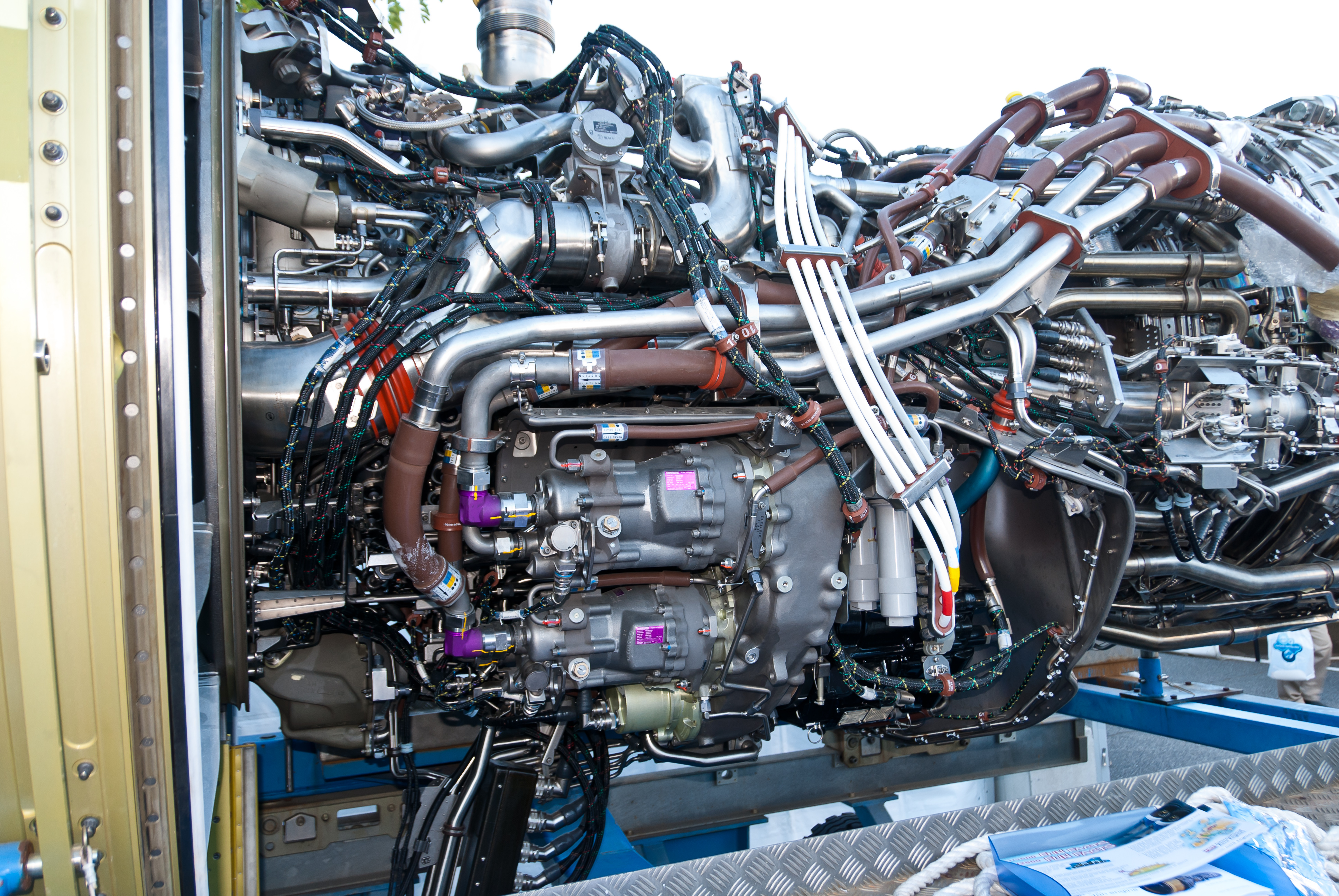
Capots ouverts, vue en détail de ce CF6-80E1, monté sur un Airbus.
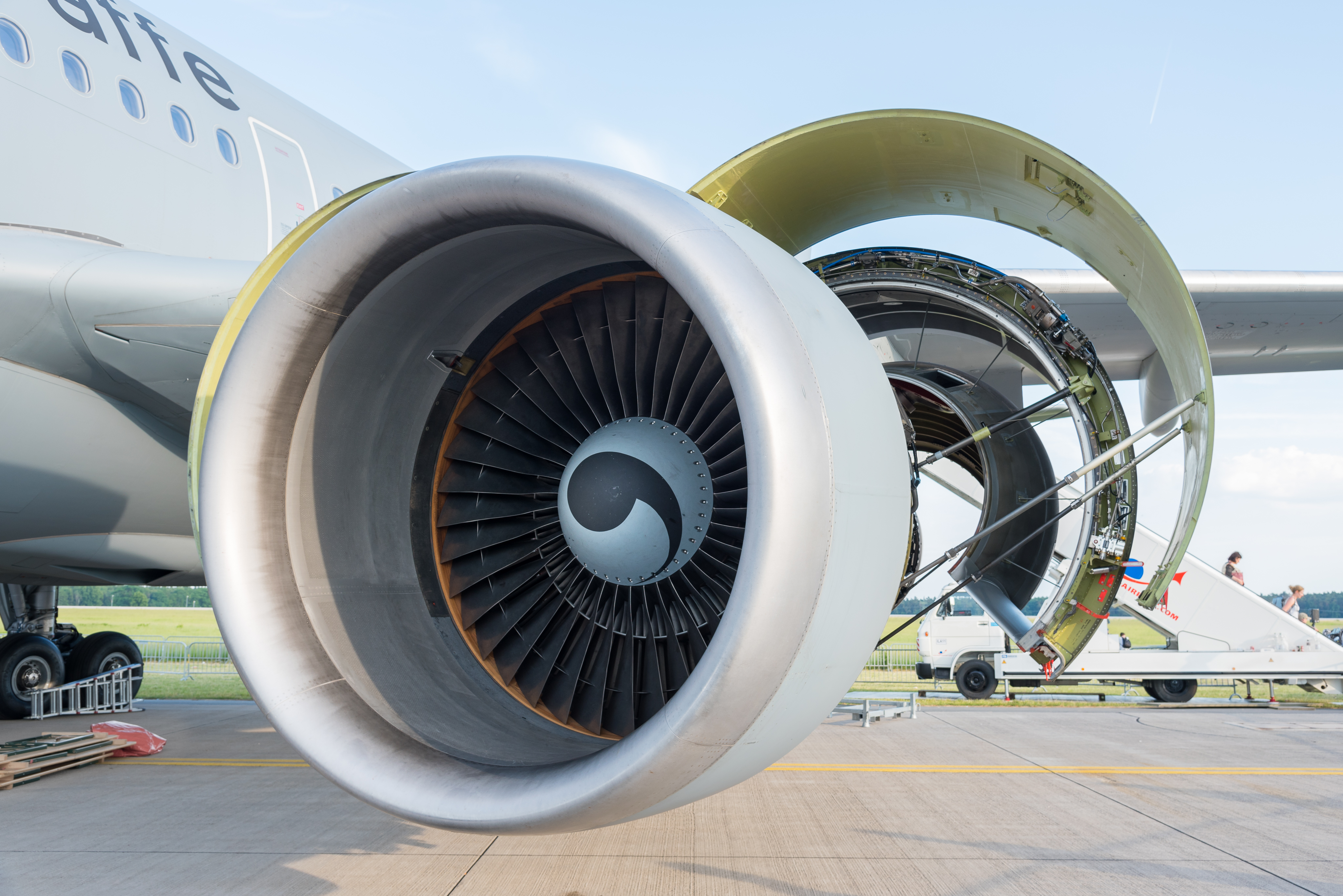
Moteur CF6-80C2 d'un ravitailleur A310-304 MRTT de la force aérienne allemande.